# Микеле Андреоло
Микеле Андреоло (на италиански: Michele Andreolo) е бивш италиански футболист, полузащитник и треньор.

## Кариера
Андреоло играе за Насионал Монтевидео в Уругвай, преди да се присъедини към отбора от Серия А Болоня. През сезон 1935/36 им помага да спечелят титлата. Той остава в Болоня до 1943 г., спечелвайки скудето още 3 пъти.
По-късно в кариерата си играе за Лацио, Наполи, Катания и Форли.

### Национален отбор
Андреоло е бивш уругвайски национал, но след успеха си с Болоня, той е повикан в италианския национален отбор на Виторио Поцо и дебютира на 17 май 1936 г. срещу Австрия. Скоро той става титуляр в отбора. Помага за спечелването на Световното първенство през 1938 г. във Франция и изиграва последния си мач за националния отбор на 19 април 1942 г. С Уругвай печели Южноамериканското първенство от 1935 г.

## Отличия

### Отборни
Болоня
- Серия А: 1935/36, 1936/37, 1938/39, 1940/41

### Международни
Уругвай
- Копа Америка: 1935

Италия
- Световно първенство по футбол: 1938

### Индивидуални
- Световно първенство по футбол 1938 Отбор на турнира[4]